# MSD5 Hirsholm
MSD5 Hirsholm er et fjernstyret minerydningsfartøj i Søværnet. Skibet er det femte skib i Holm-klassen og er navngivet efter øen Hirsholm i Kattegat cirka 5 kilometer nordøst for Frederikshavn. Hirsholm og søsterskibet MSD6 Saltholm er anskaffet med henblik på at erstatte de ældre droner af MSF-klassen. 
Skibet blev navngivet den 29. maj 2007 ved Skibsværftet i Skagen af direktøren for Beredskabsstyrelsen, Frederik Schydt.
Skibet er det første skib i dansk tjeneste der bærer navnet Hirsholm.